# Withen
Withen (Wigthegn, Withegn, Wighegh; ur. w VIII wieku; zm. w IX wieku) – średniowieczny biskup Winchesteru.
Wiadomo, że zmarł w 833 roku. Historycy datują jego sakrę na okres między 805 a 814. Wystąpił jako świadek przy kilku nadaniach majątkowych króla Wesseksu Egberta i jednym króla Mercji Cenwulfa.
Jego następcą w diecezji Winchester został biskup Herefryt.